# Dory Previn
Dorothy Veronica Langan (Rahway, 22 oktober 1925 - Southfield, 14 februari 2012), beter bekend als Dory Previn, was een Amerikaans singer-songwriter, dichter en schrijver van liedteksten.
In de jaren vijftig en zestig van de twintigste eeuw schreef ze teksten voor liederen bedoeld voor films. Met haar toenmalige echtgenoot André Previn verkreeg ze enkele nominaties voor een Academy Award.

## Discografie
- The Leprechauns Are Upon Me (1958)
- On My Way to Where (1970)
- Mythical Kings and Iguanas (1971)
- Reflections in a Mud Puddle/Taps Tremors and Time Steps (1971)
- Mary C. Brown and the Hollywood Sign (1972)
- Live at Carnegie Hall (1973)
- Dory Previn (1974)
- We're Children of Coincidence and Harpo Marx (1976)
- Planet Blue (2002, alleen als download)